# Dallas Superstars
Dallas Superstars är en finländsk dancegrupp bestående av Heikki Liimatainen och Jaakko "JS16" Salovaara.

## Diskografi

### Album
- Flash (2003)
- Higher State (2006)